# Лимонниковые (подсемейство)
Лимонниковые (лат. Schisandroideae) — подсемейство цветковых растений, входящее в семейство Лимонниковые (Schisandraceae).

## Классификация
Подсемейство насчитывает два рода:
- Kadsura Juss. — Кадсура
- Schisandra Michx. — Лимонник